# Pont de Blackfriars Railway

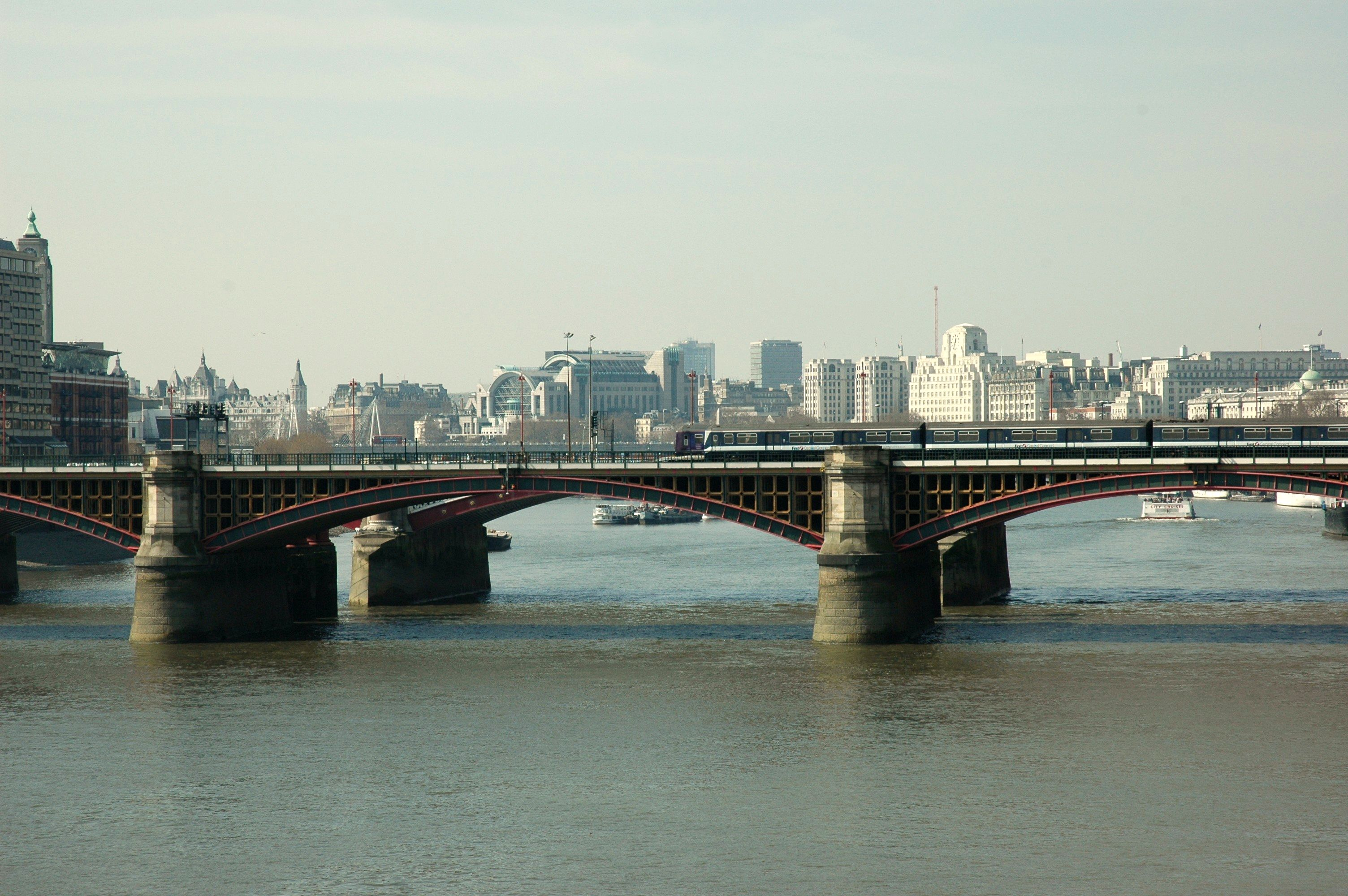
El pont de Blackfriars Railway

El Pont de Blackfriars Railway és un pont ferroviari al riu Tàmesi a Londres, entre el pont de Blackfriars i el pont del Mil·lenni.
Hi ha hagut dues estructures amb el mateix nom. El primer pont s'obria el 1864 i fou dissenyat per Joseph Cubitt per al London, Chatham and Dover Railway. Els sòcols de cada extrem del pont portaven la insígnia del ferrocarril, conservada i esplèndidament restaurada a la cara sud. Després de la formació del Southern Railway el 1924, els serveis es concentrarien a Waterloo, i l'estació de Saint Paul es convertia en una aturada local i suburbana. Per aquesta raó, l'ús del pont original gradualment anà declinant. Finalment esdevenia massa dèbil per sostenir els trens moderns, i es desmantellava l'any 1985. Encara en romanen les columnes que el sostenien al costat del nou.
El segon pont, construït just al costat en direcció a l'est, s'anomenava originalment St Paul's Railway i s'obria el 1886. Estava dissenyat per John Wolfe-Barry i Henri Marc Brunel i es feia de ferro forjat. Quan l'estació de ferrocarril de saint Paul va canviar el seu nom per Blackfriars el 1937 el nom del pont també es va canviar.